# Cerithideopsilla conica
Cerithideopsilla conica là một loài ốc biển, là động vật thân mềm chân bụng sống ở biển thuộc họ Potamididae.

## Phân bố
Phân bố của Cerithideopsilla conica bao gồm Địa Trung Hải và Ấn Độ Dương.
Loài này xuất hiện ở:
- Vùng biển Châu Âu.[2]
- Madagascar.[2]
- Biển Đỏ.[2]

## Hình ảnh

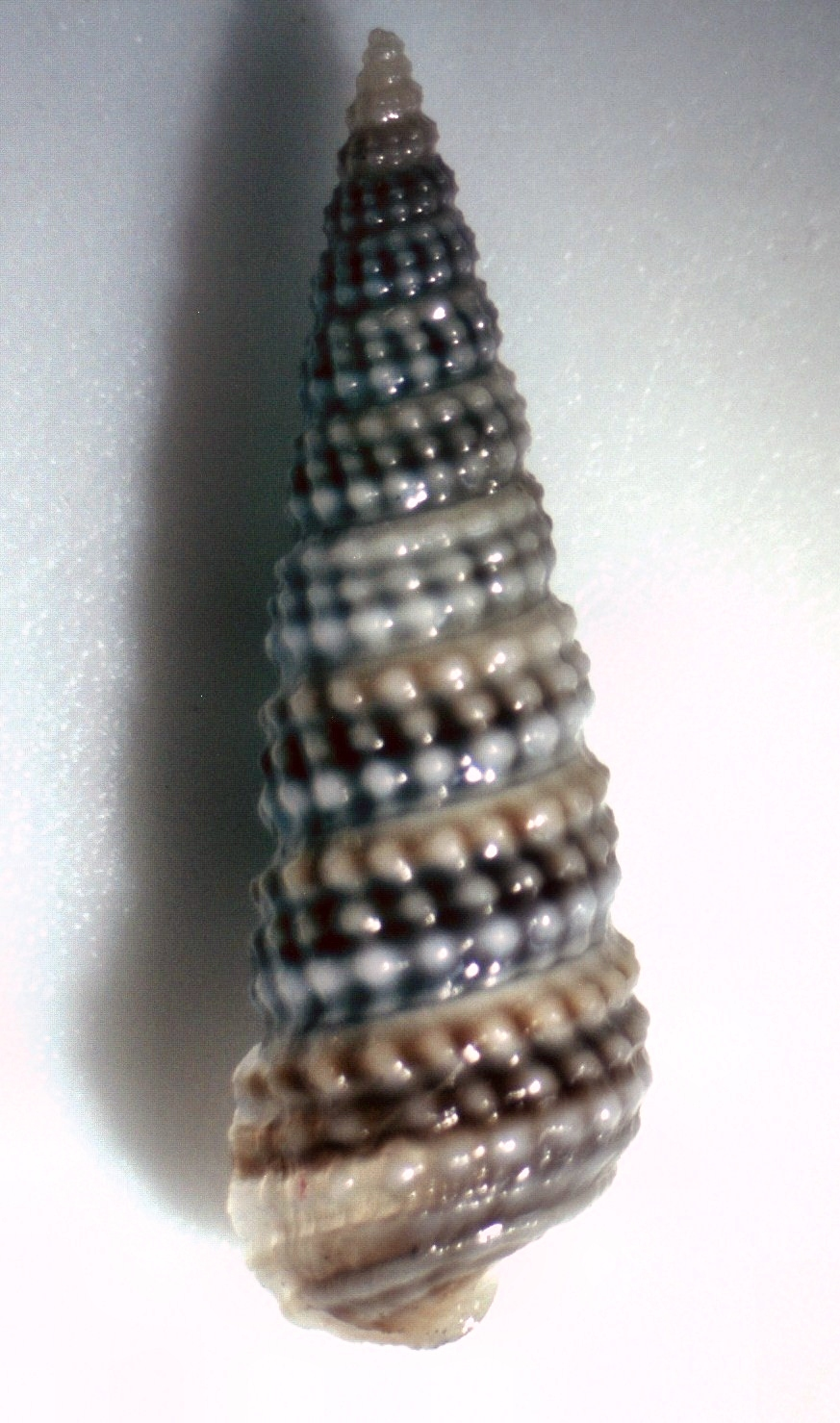